# Baptiste
Baptiste – brytyjski serial telewizyjny wyprodukowany przez Two Brothers Pictures, który jest spin-offem Zaginiony. Serial jest emitowany od 17 lutego 2019 roku przez BBC One.

## Fabuła
Serial opowiada o detektywie Julienie Baptiste, który zostaje poproszony o pomoc w odnalezieniu Natalie Rose. Dziewczyna zaginęła w Amsterdamie, gdzie pracowała w dzielnicy Czerwonej Latarni.

## Obsada
- Tchéky Karyo jako Julien Baptiste
- Tom Hollander jako Edward Stratton
- Jessica Raine jako Genevieve Taylor
- Clare Calbraith jako Clare
- Talisa Garcia jako Kim Vogel
- Trystan Gravelle jako Greg
- Anastasia Hille jako Celia Baptiste
- Anna Próchniak jako Natalie Rose
- Barbara Sarafian jako Martha Horchner
- Alec Secăreanu jako Constantin
- Nicholas Woodeson jako Peter
- Boris Van Severen jako Niels Horchner
- Issam Dakka jako ochroniarz Guard

## Odcinki
| Nr | Tytuł           | Reżyseria         | Scenariusz                    | Premiera w BBC One | Premiera w   |
| -- | --------------- | ----------------- | ----------------------------- | ------------------ | ------------ |
| 1  | Shell           | Börkur Sigþórsson | Harry Williams, Jack Williams | 17 lutego 2019     | nieemitowany |
| 2  | Measure of a Ma | Börkur Sigþórsson | Harry Williams, Jack Williams | 24 lutego 2019     | nieemitowany |
| 3  | For Blood       | Börkur Sigþórsson | Harry Williams, Jack Williams | 3 marca 2019       | nieemitowany |
| 4  | Vertrouwen      | Jan Matthys       | Harry Williams, Jack Williams | 10 marca 2019      | nieemitowany |
| 5  | Lucy            | Jan Matthys       | Kelly Jones                   | 17 marca 2019      | nieemitowany |
| 6  | Into the Sand   | Jan Matthys       | Harry Williams, Jack Williams | 24 marca 2019      | nieemitowany |